# Alberto Del Rio

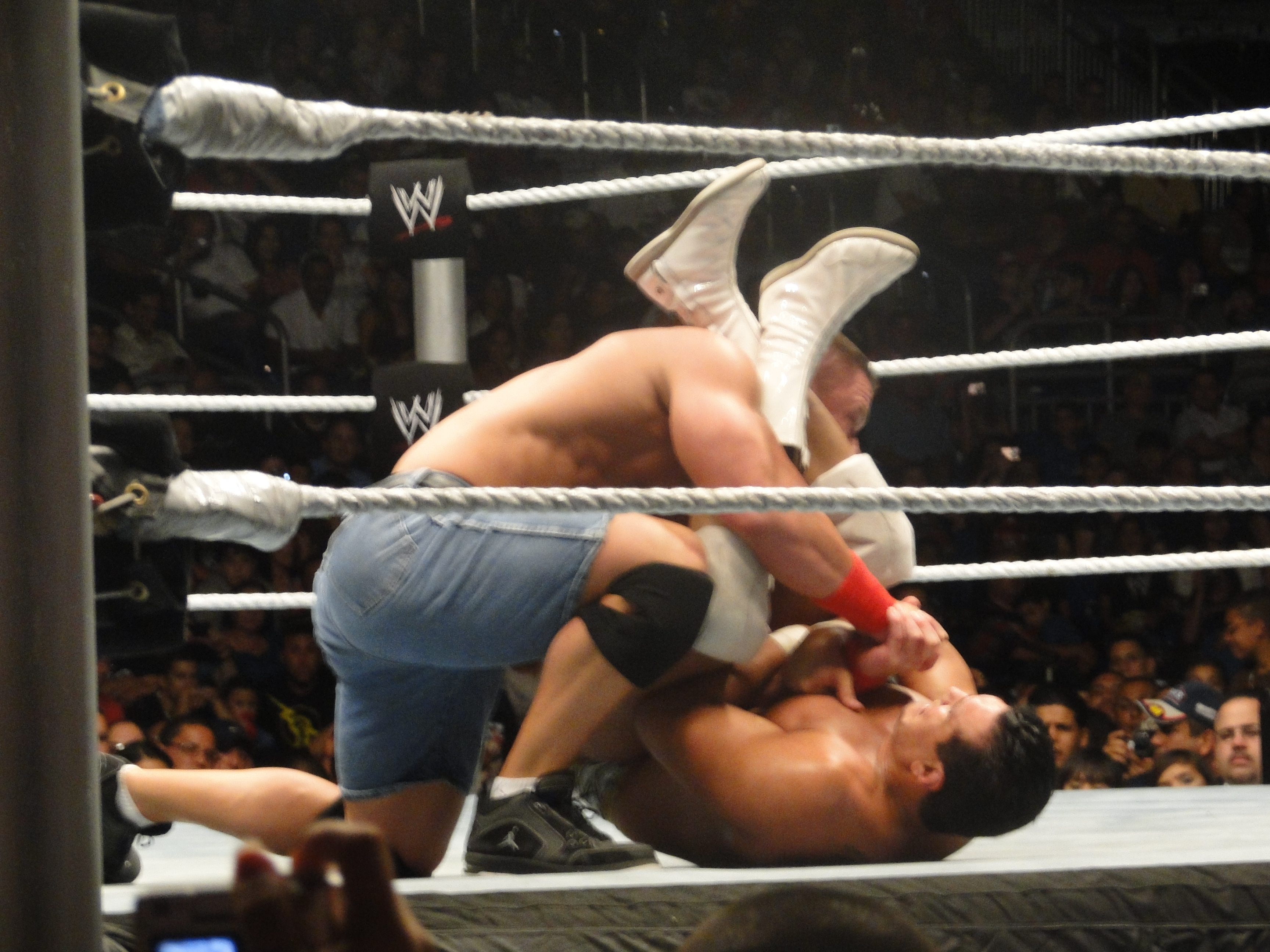
Alberto Del Rio wykonujacy Cross Armbreaker na Johnie Cenie.

José Alberto Rodríguez (ur. 25 maja 1977 w San Luis Potosí) – meksykański wrestler i zawodnik mieszanych sztuk walk. Obecnie zakontraktowany w federacji Impact Wrestling, gdzie pod pseudonimem Alberto El Patrón jest w pierwszym posiadaniu pasa GFW Global Championship.
Rodríguez znany jest ze swoich występów w WWE pod pseudonimem Alberto Del Rio, gdzie zadebiutował na gali SmackDown! w 2010 roku. Podczas dwóch kadencji w WWE Del Rio dwukrotnie posiadał pasy WWE Championship, World Heavyweight Championship oraz WWE United States Championship, a także w 2011 zwyciężył 40-osobowe starcie Royal Rumble, oraz zdobył walizkę Money in the Bank brandu Raw, dokonując tego jako pierwszy zawodnik w jednym roku kalendarzowym.
W swojej karierze wrestlera Rodríguez walczył również w takich federacjach jak Lucha Libre AAA Worldwide (2000–2002; 2014–2015), Ring of Honor (2014–2015), Lucha Underground (2015), oraz w licznych federacjach niezależnych. Karierę rozpoczynał pod pseudonimem Dos Caras, Jr. Jest również doświadczonym zawodnikiem MMA i w swojej 9-letniej karierze zdobył 9 zwycięstw i 5 porażek. Po dobrej karierze w MMA Del Rio zadebiutował w WWE.

## Historia walk w WWE
25 czerwca 2010 roku ukazał się pierwszy z wielu materiałów wideo promujących Alberto: filmy kreowały go na bogatego aroganta. W World Wrestling Entertainment zadebiutował na SmackDown 20 sierpnia 2010 roku, gdzie w Main Evencie gali pokonał Reya Mysterio poprzez Cross Arm breaker. Na galach WWE pojawia się wraz ze swoim osobistym announcerem Ricardo Rodriguezem. Jest zwycięzcą 40-osobowego Royal Rumble (2011). W wyniku draftu został przeniesiony na RAW. Na Capitol Punishment wygrał z Big Showem. 4 lipca 2011 pokonał R-Trutha i Reya Mysterio o miano pretendenta do pasa mistrzowskiego WWE. 17 lipca 2011 zdobył walizkę Money in The Bank (RAW).
Na SummerSlam 14 sierpnia 2011 wykorzystał walizkę Money In The Bank, na gali Summer Slam pokonał CM Punka i zdobył po raz pierwszy pas WWE Championship. Na następnym Raw obronił pas mistrzowski w walce wieczoru z Reyem Mysterio. Na Night Of Champions stracił pas mistrza WWE na rzecz Johna Ceny. Odzyskał go na Hell in a Cell gdzie w Triple Threat HIC matchu pokonał Cene i Cm Punka. Pas obronił w Last Man Standing Matchu na Vengeance. Na gali Survivor Series 2011 stracił tytuł na rzecz Cm Punka. Na TLC brał udział w Triple Threat TLC matchu jednak nie udało się mu zdobyć mistrzostwa. Na Over The Limit miał szansę zdobyć World Heavyweight Championship ale nie zdobył go. Na Money In The Bank,Summerslam i Night Of Champions przegrał z WH Championem Sheamusem. Na Hell In A Cell przegrał z Randym Ortonem po potężnym RKO. Na jednym ze Smackdown pokonał mistrza wagi ciężkiej Big Showa zdobywając po raz pierwszy tytuł World Heavyweight Championship. Na Royal Rumble i Elimination Chamber obronił pas przed Big Showem. Stracił go na jednym z Raw po Wrestlemani 29 na rzecz Dolpha Zigglera, który skorzystał z walizki Money in The Bank. Odzyskał go na gali Payback 2013 zdobywając tytuł po raz drugi. Na Night f Champions i Battleground obronił pas przed powracającym Rob Van Damem. Stracił go na rzecz Ceny na Hell in a Cell. Stoczył nieudany rewanż na Survivor Series z Ceną. Przegrał z Batistą na Elimination Chamber.

## Styl walki
Finishery
- Cross Armbreaker (Flying crucifix armbar)
- Superkick - w głowę klęczącego przeciwnika lub na narożniku

Standardowe akcje
- Arm wringer
- Back Stabber (Double knee backbreaker)
- DDT
- Double foot stomp - na klatkę piersiową lub plecy leżącego przeciwnika
- Double knee armbreaker
- Diving double axe handle
- Fireman’s carry double knee gutbuster
- Hurricanrana
- Leapfrog body guillotine
- Moonsault
- Multiple kick variation
  - Back
  - Drop
  - Step-up enzuigiri
- Multiple Suplex variations
  - Belly to back
  - Bridging / Release German
  - Inverted super
  - Snap
- Scoop slam
- Senton - czasami z trzeciej liny
- Single arm DDT
- Suicide dive
- Super Arm drag
- Tilt-a-whirl backbreaker
- Tornado DDT

## Bilans walk w formule MMA
18 sierpnia 2001 wystąpił po raz pierwszy na ringu w Jokohamie, jako zawodnik mieszanych sztuk walki. Walkę zorganizowała federacja DEEP. Stoczył 14 walk, z których 9 wygrał, 5 przegrał.
| Wynik     | Rekord | Przeciwnik        | Metoda                         | Gala                             | Data                 | Runda | Czas | Miejsce           |
| --------- | ------ | ----------------- | ------------------------------ | -------------------------------- | -------------------- | ----- | ---- | ----------------- |
| Przegrana | 9-5    | Yamamoto Hanshi   | TKO (ciosy pięściami)          | Cage of Combat 4 – Spanish Bombs | 27 lutego 2010       | 2     | 2:47 | Madryt, Hiszpania |
| Wygrana   | 9-4    | Arthur Bart       | KO (kopnięcie w głowę)         | Cage of Combat 3 – San Vale Todo | 13 lutego 2010       | 1     | 3:51 | Torreón, Meksyk   |
| Wygrana   | 8-4    | Toshiyuki Moriya  | Poddanie (dźwignia na kark)    | COC I – Cage of Combat I         | 26 grudnia 2010      | 1     | 3:17 | Veracruz, Meksyk  |
| Wygrana   | 7-4    | Ignacio Laguna    | Poddanie (duszenie zza pleców) | Berkman MMA Promotions I         | 15 grudnia 2008      | 2     | 2:36 | m. Meksyk, Meksyk |
| Wygrana   | 6-4    | Hato Kiyoshi      | Poddanie (duszenie zza pleców) | MMA Xtreme 17                    | 15 grudnia 2007      | 2     | 2:31 | Honduras          |
| Wygrana   | 5-4    | Joao Tua          | Poddanie (duszenie gilotynowe) | MMA Xtreme 14                    | 13 października 2007 | 1     | 2:41 | Honduras          |
| Wygrana   | 4-4    | George King       | Poddanie (duszenie zza pleców) | VFX: Vale Tudo Fighters Mexico   | 27 maja 2007         | 1     | 4:00 | Tláhuac, Meksyk   |
| Przegrana | 3-4    | Kazuhiro Nakamura | Decyzja sędziów (jednogłośna)  | Pride 27: Inferno                | 1 lutego 2004        | 3     | 5:00 | Osaka, Japonia    |
| Przegrana | 3-3    | Mirko Filipović   | KO (kopnięcie w głowę)         | Pride Bushido 1                  | 5 października 2003  | 1     | 0:46 | Saitama, Japonia  |
| Wygrana   | 3-2    | Brad Kohler       | Poddanie (kontuzja barku)      | Deep: 12th Impact                | 15 września 2003     | 1     | 1:25 | Tokio, Japonia    |
| Przegrana | 2-2    | Hiroyuki Ito      | DQ (trzymanie lin)             | Deep: 9th Impact                 | 5 maja 2003          | 1     | 3:21 | Tokio, Japonia    |
| Wygrana   | 2-1    | Tatsuaki Nakano   | Poddanie (duszenie zza pleców) | Deep: 6th Impact                 | 7 września 2002      | 1     | 4:05 | Tokio, Japonia    |
| Przegrana | 1-1    | Kengo Watanabe    | Poddanie (duszenie zza pleców) | Deep: 4th Impact                 | 30 marca 2002        | 2     | 3:52 | Nagoja, Japonia   |
| Wygrana   | 1-0    | Kengo Watanabe    | KO (rzut)                      | Deep: 2nd Impact                 | 18 sierpnia 2001     | 1     | 0:50 | Jokohama, Japonia |

## Osiągnięcia

### Zapasy
- Mistrzostwa Świata Juniorów
  -  (1997)
- Igrzyska Ameryki Środkowej i Karaibów
  -  (3 x)
- Igrzyska panamerykańskie
  - Wielokrotny uczestnik

### Wrestling
- Consejo Mundial de Lucha Libre
  - CMLL World Heavyweight Championship (1 x)
  - Copa Jr. (2006)
- Pro Wrestling Illustrated
  - PWI sklasyfikowało go na #45 wśród 500 najlepszych wrestlerów roku 2006.
  - PWI sklasyfikowało go na 6. miejscu z 500 najlepszych wrestlerów roku 2011
- World Wrestling Entertainment
  - Zwycięzca Royal Rumble (2011)
  - Zwycięzca Money in the bank (RAW) (2011)
  - 2x World Heavyweight Champion
  - 2x WWE Champion
  - 1x WWE United States Champion
- Nagrody Wrestling Observer Newsletter
  - Nagroda w kategorii „Najlepszy Gimmick” (2010)

### Rekord w Luchas de Apuestas
| zakład | Zwycięzca    | Przegrany | Miejsce                | Data         |
| ------ | ------------ | --------- | ---------------------- | ------------ |
| Maska  | Dos Caras Jr | Darketo   | Aguascalientes, Meksyk | 6 marca 2013 |